# Стівен Бухвальд
Стівен Бухвальд (англ. Stephen Leffler Buchwald; нар. 1955, Блумінгтон, Індіана, США) — американський хімік-органік. Професор Массачусетського технологічного інституту, де працює ось уже понад третину століття. Його і Джона Гартвіга іменами названа реакція кроскопуляції Бухвальда — Гартвіга.

## Біографія
Закінчив Браунський університет (бакалавр, 1977), де займався з Девід Кейн, а також з професором Gilbert Stork в Колумбійському університеті. В тому ж 1977 році вступив до Гарварду і в 1982 році під орудою Джеремі Ноулза здобув ступінь доктора філософії. Потім був постдоком у Роберта Граббса в Калтесі. З 1984 року в Массачусетському технологічному інституті: спочатку асистент-професор, з 1989 року асоційований професор, з 1993 року професор, іменний (Camille Dreyfus Professor) з 1997 року; з 2015 року заступник голови кафедри хімії. Асоційований редактор Advanced Synthesis & Catalysis
Автор понад 490 робіт, 47 патентів.
Одружений з Сюзан Габор.

## Нагороди та визнання
- MIT Гарольд Е. Едгертон Премія факультету за досягнення
- Премія імені Артура Коупа (Американське хімічне товариство)
- NIH MERIT award[en]
- 2000: Премія Американського хімічного товариства з металоорганічної хімії[de]
- 2000: член Американської академії мистецтв і наук
- 2005: Премія Bristol-Myers Squibb[en]
- 2006: Премія Американського хімічного товариства за творчі роботи у галузі синтетичної органічної хімії[de]
- 2006: Медаль Зігфріда за хімічні методи, які впливають на хімію процесу
- 2008: член Національної академії наук США
- 2010: Премія Густава Есселена з хімії в інтересах суспільства, NESACS
- 2013: Премія імені Артура Коупа
- 2014: Премія Лайнуса Полінга
- 2014: Уліссовська медаль, найвища відзнака Університетського коледжу Дубліна[2]
- 2014:BBVA Foundation Frontiers of Knowledge Award[3]
- 2015: Почесний доктор Університету Південної Флориди
- 2016: Медаль Вільяма Ніколса
- 2018: Дослідницька премія Карла Вамслера[4]
- 2018: Премія Тетраедр[en] (спільно з Дж. Гартвігом)[5]
- 2019: Премія Роджера Адамса[de] (Американське хімічне товариство)[6][7]
- 2019: Премія Вольфа (2019, спільно з Дж. Гартвігом)[8]
- 2020: Clarivate Citation Laureate